# 王婧
王婧（1984年9月26日—），江苏无锡人，汉族，中国大陆節目主持、演員和歌手，於2003年获得华纳唱片与湖南卫视“音乐不断”联合举办的金鹰之星“艺星制造Ⅱ超级偶像选拔赛”全国总冠军，从而踏入演艺圈，之后以歌手和演员身份活跃於中国大陆演艺圈，主持旅游卫视《美丽俏佳人》、云南卫视《音乐现场》、重庆卫视《明星大考场》及贵州卫视《贵在留声》等多档电视节目。
2014年12月9日，王婧因為涉嫌容留他人吸毒，被北京警察刑事拘留，为2014年中國大陸唯一一位因為涉毒而被拘留的女艺人。

## 个人经历
1984年出生于江苏省无锡市一个普通工人家庭。其父为黑老大，在太湖边开设会所，还办有工厂；其母开走私跑车。中学时期，王婧在私立无锡光华学校读书。16岁时赴新加坡留学，曾进入“李伟菘音乐课室”学习，成为合唱队的一员。
2002年，参加新加坡super ldol 超级偶像选拔赛，顺利通过初试，复试，进入决赛。2003年，参加湖南卫视《金鹰之星》“艺星制造Ⅱ超级偶像选拔赛”获得总冠军，从7000名竞争者中脱颖而出，成为华纳唱片签约歌手。
2004年，发行单曲《野爱》（电影《自娱自乐》主题曲），凭借该单曲荣获亚洲音乐榜最佳女新人奖。 
2006年，发行首张专辑《我要的未来》，多首单曲打入全国各家电台排行榜，并荣获上海天地英雄榜最佳新人奖。
2007年，歌曲《想把我唱给你听》为上海音乐电台冠军单曲，获得音乐颁奖典礼十大金曲奖。
2008年，歌曲《斗胆》，并凭借此曲获得2008年香港新城国语力颁奖礼金曲奖。
2009年，加入主持人李静的公司东方风行成为“静家族”主持团成员，开始往电视节目主持人方向发展。曾主持《音乐现场》《贵在留声》等许多电视节目。
2013年11月参演网络剧《女人帮·妞儿》第二季，为她个人首度演出的影视作品。

## 私生活
王婧曾分别于2006年、2010年 传出与孙楠、喻恩泰 传出恋情。个人爱好为买名牌和泡夜店，其个人拥有的高价名鞋就有500双。
王婧曾被网友爆料曾接触过性交易、毒品和赌博，其个人吸毒已有多年，在澳门赌场里个人账户有三四千万澳门币余额。王婧更被传是辽宁省财政厅政法处官员曲道平的情妇。
2013年芦山地震发生后，王婧捐款10万元人民币，还与朋友们组建了爱心车队亲自将捐赠的物资送到了灾区。

### 涉嫌容留她人吸毒被逮捕
2014年12月9日，王婧因涉嫌容留他人吸毒被警方刑事拘留，羁押于北京丰台某看守所。警方查明，王婧都曾吸食毒品。2014年12月9日，警方展开突击行动在王婧家将正在吸毒的她控制，该王婧被警方行政拘留。
2014年12月24日，王婧所在经纪公司东方风行发表声明，称“没有善尽监督之责，难辞其咎，在此我们向公众致以深深的歉意”。同日，旅游卫视发表声明，称王婧非旅游卫视旗下员工，自2013年1月起与旅游卫视亦无任何合作关系。并表示旅游卫视现时播出的《美丽俏佳人》节目，为旅游卫视自有栏目，而王婧所主持的《美丽俏佳人》节目，2005年-2012年曾在旅游卫视播出，2013年-2014年改在黑龙江卫视播出，2015年起改在重庆卫视播出。
2015年10月，媒体报道称王婧已经出狱，并在其家乡无锡一酒吧包场举办了自己的生日派对。

## 作品

### 音乐作品

#### 专辑/EP
| 專輯   | 專輯資料                                                                   | 曲目 |
| ------ | -------------------------------------------------------------------------- | --- |
| 第一张 | 《我要的未来》 - 发行公司：华纳唱片 - 發行日期：2006年5月18日 - 曲目数量： | 曲目 1. 我要的未来【MV】 2. 是不是爱情来过【MV】 3. 这一刻【MV】 4. 他【MV】 5. 我不懂 6. 爱情变奏曲 7. 星星 8. 月光 9. 勇敢 10. happy |

#### 单曲
未收录在其专辑里的单曲
| 發行日期 | 歌曲名稱           | 备注                         |
| -------- | ------------------ | ---------------------------- |
| 2004     | 《野爱》           | 电影《自娱自乐》主题曲       |
| 2005     | 《是不是爱情来过》 |                              |
| 2006     | 《这一刻》         |                              |
| 2007     | 《想把我唱给你听》 |                              |
| 2008     | 《斗胆》           |                              |
| 2010     | 《一一向前冲》     | 电视剧《一一向前冲》的开头曲 |
| 2012     | 《我们》           | 电影《盛糖乐队》的插曲       |
| 2012     | 《心随你远行》     | 电影《盛糖乐队》的插曲       |
| 2012     | 《北京的另一个夜》 | 电影《盛糖乐队》的插曲       |
| 2012     | 《所谓友人》       | 电影《盛糖乐队》的插曲       |

### 影视作品
- 2011《幸福59厘米》之《无镜的爱》饰 戴安娜（笑笑）
- 2012 话剧《时尚耀中国》客串

### 主持节目
- 2007年 主持旅游卫视大型时尚节目《美丽俏佳人》（2013-2014年改在黑龙江卫视播出）、《我爱每一天》
- 2008年11月 主持娱乐性节目《明星大考场》
- 2008年12月 主持 娱乐盛典《BQ2008年度红人榜》颁奖典礼
- 2009年8月 主持云南卫视《音乐现场》
- 2010年10月 主持贵州卫视《贵在留声》
- 2011年5月 主持广东卫视《乐拍乐高》、网络综艺节目《让梦想飞――中国最牛人》
- 2012年，主持安徽卫视《非常静距离》、《风尚志》、《幸福夫妻档》

### 广告代言
- 2005年CCTV中韩围棋对抗赛，中方形象代言人
- 2006年成为上海幸运鸟电动车代言人
- 2007年担任宠猫活动爱心形象大使
- 2010年成为伊夫黎雪代言人
- 2011年成为QQ飞车代言人

### 书籍写真集
- 2010年：《纯婧》写真集，此书受美国关岛旅游局邀请，首次合作以个人写真集形式出版关岛游记攻略

## 網站
- 王婧個人微博

- 王婧的Instagram帳戶